# 강민규 (야구인)
강민규(姜玟圭, 1975년 10월 10일 ~ )는 전 한국의 프로 야구 선수였다.  성남고등학교, 원광대학교를 졸업하고 쌍방울 레이더스와 SK 와이번스, LG 트윈스에서 외야수로 뛰며 세 시즌 동안 통산 185타수 38안타(3홈런) 타율 0.205를 기록했다. 당시 등번호는 45번(쌍방울,SK) 0번(LG)이다. 은퇴 이후 2018년 창단한 영문고등학교 야구부 타격코치로 활악한다.

## 출신 학교
- 성남고등학교
- 원광대학교